# BAB (アルバム)
『BAB』（バブ）は、うしろ髪ひかれ隊通算2枚目のオリジナルアルバム。1988年3月21日にポニーキャニオンから発売された。

## 解説

### 1988年盤
- 発売後にコンサートを行ない、ライヴアルバム『ほらね、春が来た FIRST CONCERT '88』[2]をリリースしたのちに3人での活動がフェードアウトしていったため、オリジナル作品としてはラストアルバムとなった。
- タイトルの「BAB」は、メンバー3人の血液型が工藤=B型・斉藤=A型・生稲=B型であることに掛けている。
- レコード・CDの変換時期であったために両形態でリリースされたほか、カセットテープでも販売された。
- メンバー3人のソロ・ヴォーカル楽曲も収録している。
- 「メビウスの恋人」のミュージック・ビデオ、うしろ髪特製パネル、ポニーキャニオンロゴ入りパースが抽選で当たる、"ほらね、うしろ髪" フェアが開催された。対象商品は、シングル「ほらね、春が来た」（1988.2.25）、VHS「MADE IN HAWAII」（1988.3.10）、本作品の3アイテム。
- シングル曲（A面・B面ともに）は、以下のアルバムで音質向上した音源を聴くことができる。
  - MYこれ!クション うしろ髪ひかれ隊BEST（2001.12.5）
  - うしろゆびさされ組+うしろ髪ひかれ隊 SINGLESコンプリート（2007.7.18）
  - Myこれ!Lite うしろ髪ひかれ隊（2010.04.21）

### 2008年盤
- 2008年7月には、ポニーキャニオンの復刻シリーズ "Myこれ!チョイス" の一環として、本作が復刻された。正式名称は『BAB + シングルコレクション』[3]。
- もとの収録曲全10曲に加え、オリジナル盤に未収録のシングルA・B面曲が全収録された。
- さらにボーナス・トラックとして、おニャン子クラブのラスト・アルバム『Circle』（1987.8.5）に収録された「雲の上はいつも」が、"うしろ髪ひかれ隊" 名義のアルバムに初収録。なお、『Circle』収録のものは次の曲とアウトロが繋がっているため、本作に収録されるのは「おニャン子クラブ大全集 下巻」（2005.3.30）において孤立した単体曲として初音源化された、「雲の上はいつも 〜単体Version〜」である。
- "Myこれ!チョイス" からは、メンバー・生稲晃子のセカンド・アルバム『Myこれ!チョイス 20 日本「生稲」紀行 + シングルコレクション』も同日にリリースされた[4]。

## 収録曲

### LP盤・CT（1988年盤）

#### A面
1. Honey
  - 作詞: 三浦徳子、作曲・編曲: 後藤次利
2. ほらね、春が来た
  - 作詞: 秋元康、作曲・編曲: 後藤次利

CX系『ついでにとんちんかん』オープニングテーマ
3. BAB CALL
  - 作詞: サエキけんぞう、作曲: 沖山優司、編曲: 後藤次利
4. ごめんねカウボーイ
  - 作詞: 秋元康、作曲・編曲: 後藤次利

CX系『ついでにとんちんかん』オープニングテーマ
5. マーマレードの黄昏
  - 作詞: 天野音彦、作曲・編曲: 後藤次利

生稲晃子のソロ楽曲

#### B面
1. 予感のスコール
  - 作詞: サエキけんぞう、作曲・編曲: 後藤次利

斉藤満喜子のソロ楽曲
2. メビウスの恋人
  - 作詞: 秋元康、作曲・編曲: 後藤次利

CX系『ついでにとんちんかん』エンディングテーマ
3. 山羊座のイヤリング
  - 作詞: 三浦徳子、作曲: 吉川忠英、編曲: 後藤次利
4. 引き潮
  - 作詞: 有川正沙子、作曲・編曲: 後藤次利

工藤静香のソロ楽曲
5. ほらね、春が来た（ターンテーブル・ミックス）
  - 作詞: 秋元康、作曲・編曲: 後藤次利

### CD（1988年盤）
1. Honey
2. ほらね、春が来た
3. BAB CALL
4. ごめんねカウボーイ
5. マーマレードの黄昏
6. 予感のスコール
7. メビウスの恋人
8. 山羊座のイヤリング
9. 引き潮
10. ほらね、春が来た（ターンテーブル・ミックス）

### 2008年盤
1. Honey
2. ほらね、春が来た
3. BAB CALL
4. ごめんねカウボーイ
5. マーマレードの黄昏
6. 予感のスコール
7. メビウスの恋人
8. 山羊座のイヤリング
9. 引き潮
10. ほらね、春が来た（ターンテーブル・ミックス）
11. 時の河を越えて
  - 作詞: 秋元康 、作曲・編曲: 後藤次利

CX系『ハイスクール!奇面組』オープニングテーマ
12. うしろ髪ひかれたい
  - 作詞: 秋元康、作曲・編曲: 後藤次利

CX系『ハイスクール!奇面組』エンディングテーマ
13. あなたを知りたい
  - 作詞: 秋元康、作曲・編曲: 後藤次利

CX系『ハイスクール!奇面組』オープニングテーマ
14. 立つ鳥跡を濁さず
  - 作詞: 秋元康、作曲・編曲: 後藤次利

CX系『ハイスクール!奇面組』エンディングテーマ
15. 誰も知らないブルー・エンジェル
  - 作詞: 秋元康、作曲・編曲: 後藤次利

CX系『ついでにとんちんかん』エンディングテーマ
16. ご期待下さい!
  - 作詞: 秋元康、作曲・編曲: 後藤次利

CX系『ひらけ!ポンキッキ』オープニングテーマ
17. 今日はサイコー!
  - 作詞: 秋元康、作曲・編曲: 後藤次利

CX系『ひらけ!ポンキッキ』エンディングテーマ
18. 雲の上はいつも（単体Version）　
  - 作詞: 三浦徳子、作曲・編曲: 後藤次利

## 参加ミュージシャン
うしろ髪ひかれ隊
- 生稲晃子
- 工藤静香
- 斉藤満喜子

- Drums: 山木秀夫, 江口信夫
- E.Guitar: 土方隆行, 今剛, 後藤次利
- Bass: 後藤次利
- Percussion: 浜口茂外也
- Keyboards: 難波正司, 小林武史, 富樫春生, 近藤達郎, 国吉良一
- Synth. Operation: 藤井丈司, 迫田到, 伯耆弘徳
- Chorus: 広谷順子, Raji, 比山貴咏史, 木戸やすひろ, Eve

## 関連作品
- MYこれ!クション うしろ髪ひかれ隊BEST
- うしろゆびさされ組+うしろ髪ひかれ隊 SINGLESコンプリート
- intimate　- 工藤静香のベストアルバム （1991年）
  - 「誰も知らないブルー・エンジェル」の新録音ソロ・ヴァージョンを収録。